# Cadena de transmissió segellada

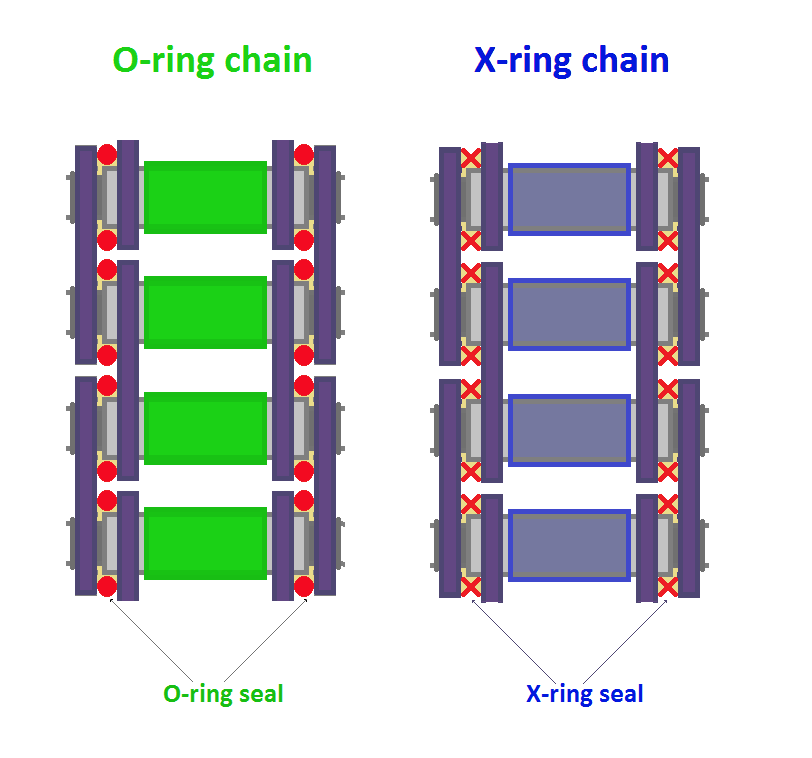
Cadena tipus "junta tòrica" i cadena tipus "junta X".

La cadena de transmissió segellada (en anglès: o-ring chain) és una cadena de transmissió especialitzada emprada per transmetre moviment mecànic circular d'un pinyó (roda dentada) a un altre.

## Construcció
La cadena segellada deu el seu nom en anglès (O-ring chain) a les juntes tòriques de goma de forma circular (segells tipus o-ring) col·locades entre les làmines externes i internes de les baules d'una cadena de transmissió de moviment mecànic. Els fabricants de cadenes van començar a incloure els segells a partir de 1971, després que Joseph Montano -que treballava a Whitney Chain a Hartford, Connecticut- va descobrir que era una forma d'estendre el temps que es manté la necessària lubricació de la cadena, al mateix temps que no permet l'entrada de terra o brutícia als eixos de les baules, allargant la seva vida útil i disminuint la necessitat de manteniment.

## Aplicacions
Les cadenes segellades s'usen principalment en les motocicletes, una de les aplicacions de transmissió més exigent per les altes velocitats implicades, que requeririen cadenes de transmissió més grans i amb molta lubricació, que es pot perdre a causa de les condicions d'ús (camí, terra, pluja, etc.). Així doncs les cadenes segellades són ideals per aquesta aplicació.